# Knivholt Skov
Knivholt Skov er en gammel herregårdsskov ved Frederikshavn og Knivholt, som blev anlagt fra 1850 til 1970. 
Skoven, som er på lidt over 50 hektar, tilhører i dag Frederikshavn Kommune, og består af bøg, ær, ask, eg, birk og lind. Mange steder kan de gamle fredskovsdiger stadig ses. 
Skoven er bundet sammen med Teglværksskoven af Knivholtstien, som har udgangspunkt i gården Knivholt Hovedgård.